# Bistum Kottar

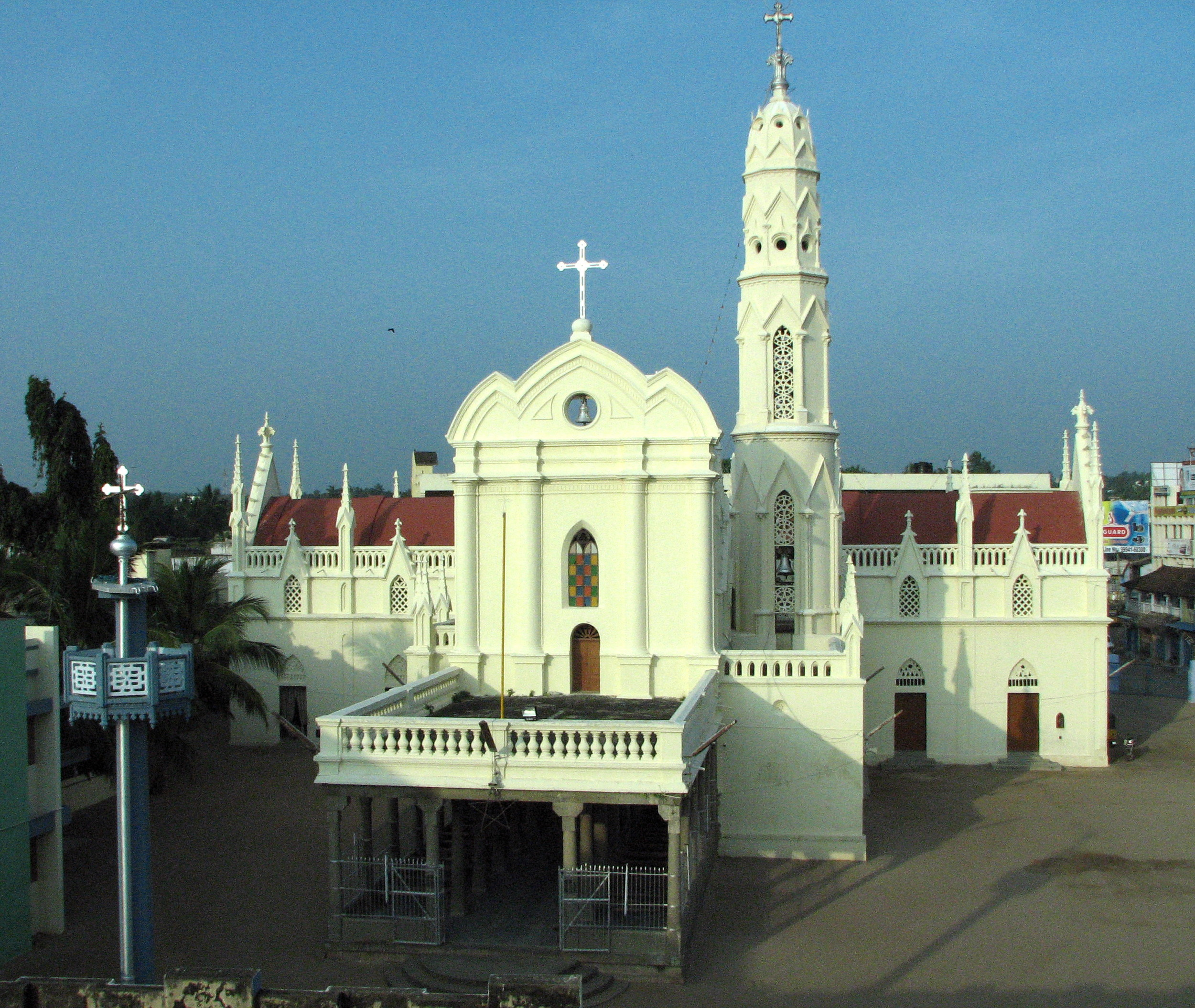
St. Francis Xavier’s Cathedral in Nagercoil

Das Bistum Kottar (lateinisch Dioecesis Kottarensis) ist eine in Indien gelegene römisch-katholische Diözese mit Sitz in Nagercoil.

## Geschichte
Das Bistum Kottar wurde am 26. Mai 1930 durch Papst Pius XI. mit der Apostolischen Konstitution Ad pastorale aus Gebietsabtretungen des Bistums Quilon errichtet und dem Erzbistum Verapoly als Suffraganbistum unterstellt. Am 19. September 1953 wurde das Bistum Kottar dem Erzbistum Madurai als Suffraganbistum unterstellt.
In der St. Francis Xavier’s Kathedrale zu Nagercoil (früher Kottar) befindet sich die Grab- und Kultstätte des am 2. Dezember 2012 seliggesprochenen Märtyrers Devasahayam Pillai (1712–1752).
Am 22. Dezember 2014 wurde der südöstliche Teil des Bistums zur Gründung des Bistums Kuzhithurai abgetrennt.

## Territorium
Das Bistum Kottar umfasst Teile des Distrikts Kanyakumari im Bundesstaat Tamil Nadu.

## Bischöfe von Kottar
- Lawrence Pereira, 1930–1938
- Thomas Roch Agniswami SJ, 1939–1970
- Marianus Arokiasamy, 1970–1987, dann Erzbischof von Madurai
- Leon Augustine Tharmaraj, 1988–2007
- Peter Remigius, 2007–2017
- Nazarene Soosai, seit 2017